# سالم ولد حبيب
سالم ولد حبيب هو مصارع رياضي موريتاني، ولد في 1964.

## وصلات خارجية
- سالم ولد حبيب على موقع أوليمبيديا (الإنجليزية)